# Hugh Scallan
Father Hugh Scallan (* 8. September 1851 in Rathmines, Dublin, Irland als John Aloysius Scallan; † 6. Mai 1928 in Sianfu, China), auch bekannt als Padre Hugo, war ein irischer Missionar und Botaniker, der lange Zeit in China tätig war.

## Leben und Wirken
John Aloysius Scallan war der Sohn von Aloysius und Catherine Scallan. Nach einer Ausbildung in Irland und Frankreich wurde er am 30. Mai 1874 Novize im Franziskaner-Orden in der belgischen Stadt Tielt und nahm den Ordensnamen Hugh an. Am 10. April 1882 wurde Scallan in Lüttich zum Priester ordiniert und trat im selben Jahr dem Franziskanerkloster bei Gorton bei. Anschließend lehrte er als Assistenzrektor in Manchester, bevor er im April 1886 nach Sianfu in die Shaanxi-Provinz nach China zog. Hier sammelte er Samen und Pflanzenproben, die er zu den Royal Botanic Gardens, Kew sandte. Während seiner botanischen Exkursionen wurde er zeitweise vom italienischen Botaniker und Missionar Giuseppe Giraldi (1848–1901) begleitet.
Im Verlauf des Boxeraufstands im Jahr 1900 wurde Scallan von einem christenfeindlichen Mob beinahe zu Tode geprügelt. Er überlebte jedoch den Angriff und verstarb erst 28 Jahre später in China.

## Dedikationsnamen
1905 benannte William Botting Hemsley die Rosenart Rosa hugonis und 1908 benannte Oldfield Thomas den Hughs Igel (Mesechinus hughi) zu Ehren von Hugh Scallan.